# Melithaea ochracea
Melithaea ochracea is een zachte koraalsoort uit de familie Melithaeidae. De wetenschappelijke naam is gepubliceerd in 1758 door Linnaeus in de tiende editie van Systema naturae.